# Nummer 1-hits in de Billboard Hot 100 in 1987
Deze hits stonden in 1987 op nummer 1 in de Billboard Hot 100.
| Datum        | Artiest                          | Titel                                      |
| ------------ | -------------------------------- | ------------------------------------------ |
| 3 januari    | Bangles                          | Walk like an Egyptian                      |
| 10 januari   | Bangles                          | Walk like an Egyptian                      |
| 17 januari   | Gregory Abbott                   | Shake you down                             |
| 24 januari   | Billy Vera & the Beaters         | At this moment                             |
| 31 januari   | Billy Vera & the Beaters         | At this moment                             |
| 7 februari   | Madonna                          | Open your heart                            |
| 14 februari  | Bon Jovi                         | Livin' on a prayer                         |
| 21 februari  | Bon Jovi                         | Livin' on a prayer                         |
| 28 februari  | Bon Jovi                         | Livin' on a prayer                         |
| 7 maart      | Bon Jovi                         | Livin' on a prayer                         |
| 14 maart     | Huey Lewis & the News            | Jacob's ladder                             |
| 21 maart     | Club Nouveau                     | Lean on me                                 |
| 28 maart     | Club Nouveau                     | Lean on me                                 |
| 4 april      | Starship                         | Nothing's gonna stop us now                |
| 11 april     | Starship                         | Nothing's gonna stop us now                |
| 18 april     | Aretha Franklin & George Michael | I knew you were waiting (for me)           |
| 25 april     | Aretha Franklin & George Michael | I knew you were waiting (for me)           |
| 2 mei        | Cutting Crew                     | (I just) Died in your arms                 |
| 9 mei        | Cutting Crew                     | (I just) Died in your arms                 |
| 16 mei       | U2                               | With or without you                        |
| 23 mei       | U2                               | With or without you                        |
| 30 mei       | U2                               | With or without you                        |
| 6 juni       | Kim Wilde                        | You keep me hangin' on                     |
| 13 juni      | Atlantic Starr                   | Always                                     |
| 20 juni      | Lisa Lisa & Cult Jam             | Head to toe                                |
| 27 juni      | Whitney Houston                  | I wanna dance with somebody (who loves me) |
| 4 juli       | Whitney Houston                  | I wanna dance with somebody (who loves me) |
| 11 juli      | Heart                            | Alone                                      |
| 18 juli      | Heart                            | Alone                                      |
| 25 juli      | Heart                            | Alone                                      |
| 1 augustus   | Bob Seger                        | Shakedown                                  |
| 8 augustus   | U2                               | I still haven't found what I'm looking for |
| 15 augustus  | U2                               | I still haven't found what I'm looking for |
| 22 augustus  | Madonna                          | Who's that girl                            |
| 29 augustus  | Los Lobos                        | La bamba                                   |
| 5 september  | Los Lobos                        | La bamba                                   |
| 12 september | Los Lobos                        | La bamba                                   |
| 19 september | Michael Jackson & Siedah Garrett | I just can't stop loving you               |
| 26 september | Whitney Houston                  | Didn't we almost have it all               |
| 3 oktober    | Whitney Houston                  | Didn't we almost have it all               |
| 10 oktober   | Whitesnake                       | Here I go again                            |
| 17 oktober   | Lisa Lisa & Cult Jam             | Lost in emotion                            |
| 24 oktober   | Michael Jackson                  | Bad                                        |
| 31 oktober   | Michael Jackson                  | Bad                                        |
| 7 november   | Tiffany                          | I think we're alone now                    |
| 14 november  | Tiffany                          | I think we're alone now                    |
| 21 november  | Billy Idol                       | Mony Mony (live)                           |
| 28 november  | Bill Medley & Jennifer Warnes    | (I've had) The time of my life             |
| 5 december   | Belinda Carlisle                 | Heaven is a place on earth                 |
| 12 december  | George Michael                   | Faith                                      |
| 19 december  | George Michael                   | Faith                                      |
| 26 december  | George Michael                   | Faith                                      |

1940 ·
1941 · 
1942 ·
1943 ·
1944 ·
1945 ·
1946 ·
1947 ·
1948 ·
1949 ·
1950 ·
1951 ·
1952 ·
1953 ·
1954 ·
1955 ·
1956 ·
1957 ·
1958 ·
1959 ·
1960 ·
1961 ·
1962 ·
1963 ·
1964 ·
1965 ·
1966 ·
1967 ·
1968 ·
1969 ·
1970 ·
1971 ·
1972 ·
1973 ·
1974 ·
1975 ·
1976 ·
1977 ·
1978 ·
1979 ·
1980 ·
1981 ·
1982 ·
1983 ·
1984 ·
1985 ·
1986 ·
1987 ·
1988 ·
1989 ·
1990 ·
1991 ·
1992 ·
1993 ·
1994 ·
1995 ·
1996 ·
1997 ·
1998 ·
1999 ·
2000 ·
2001 ·
2002 ·
2003 ·
2004 ·
2005 ·
2006 ·
2007 ·
2008 ·
2009 ·
2010 ·
2011 ·
2012 ·
2013 ·
2014 ·
2015 ·
2016 ·
2017 ·
2018 ·
2019 ·
2020 ·
2021 ·
2022 ·
2023
- Nederland (Top 40)
- Nederland (Single Top 100)
- Nederland (Verrukkelijke 15)
- Vlaanderen (Radio 2 Top 30)
- Duitsland
- Frankrijk
- Italië
- Verenigd Koninkrijk
- Verenigde Staten (Hot 100)